# Campionato mondiale di Formula 1 2003

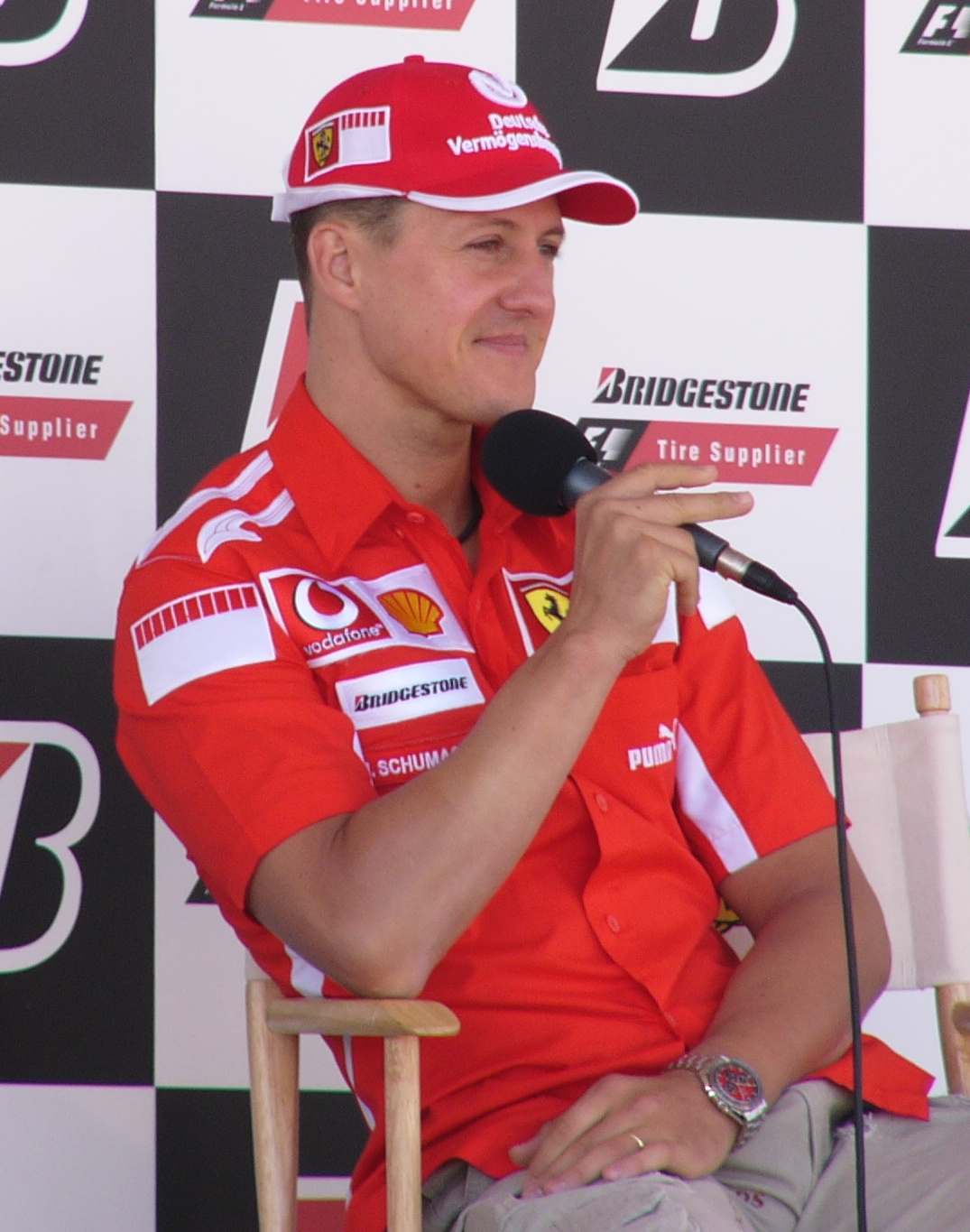
Michael Schumacher diventa il pilota più vincente nella storia dello sport: aggiudicandosi per la sesta volta il titolo piloti, supera il leggendario argentino Juan Manuel Fangio, detentore di 5 titoli sin dal. Per il tedesco, si tratta del quarto titolo consecutivo con la Rossa.

Il campionato mondiale di Formula 1 2003 organizzato dalla FIA è stata, nella storia della categoria, la 54ª stagione ad assegnare il campionato piloti e la 46ª ad assegnare il campionato costruttori. Il titolo Mondiale piloti venne vinto nuovamente dal Ferrarista Michael Schumacher e la Ferrari vinse anche il Mondiale costruttori.
È iniziato il 9 marzo ed è terminato, dopo 16 gare, il 12 ottobre. Dopo il dominio del 2002, la nuova stagione di Formula 1 si apre ufficialmente con la caccia alla Ferrari e a Michael Schumacher, campioni del mondo in carica nelle rispettive classifiche. La FIA introduce nuovi regolamenti, a partire dalle qualifiche e dall'assegnazione dei punteggi; a stagione in corso, inoltre, modifica il criterio di controllo degli pneumatici, innescando feroci polemiche che segneranno il campionato e l'assegnazione del titolo.

## La pre-stagione

### Il calendario
| Gara | Nome ufficiale del Gran Premio       | Circuito                         | Sede        | Data         | Ora    | Ora   | Ora   | Diretta TV | Diretta TV  |
| Gara | Nome ufficiale del Gran Premio       | Circuito                         | Sede        | Data         | Locale | UTC   | ITA   | Terrestre  | Satellitare |
| ---- | ------------------------------------ | -------------------------------- | ----------- | ------------ | ------ | ----- | ----- | ---------- | ----------- |
| 1    | Foster's Australian Grand Prix       | Albert Park Circuit              | Melbourne   | 9 marzo      | 14:00  | 03:00 | 04:00 | Rai 1      | TELE+NERO   |
| 2    | Petronas Malaysian Grand Prix        | Sepang International Circuit     | Sepang      | 23 marzo     | 15:00  | 06:00 | 08:00 | Rai 1      | TELE+NERO   |
| 3    | Grande Prêmio do Brasil              | Autódromo José Carlos Pace       | San Paolo   | 6 aprile     | 14:00  | 16:00 | 19:00 | Rai 1      | TELE+NERO   |
| 4    | Gran Premio Foster's di San Marino   | Autodromo Enzo e Dino Ferrari    | Imola       | 20 aprile    | 14:00  | 12:00 | 14:00 | Rai 1      | TELE+NERO   |
| 5    | Gran Premio Marlboro de España       | Circuito di Barcellona-Catalogna | Montmeló    | 4 maggio     | 14:00  | 12:00 | 14:00 | Rai 1      | TELE+NERO   |
| 6    | A1 Grand Prix von Österreich         | A1-Ring                          | Spielberg   | 18 maggio    | 14:00  | 12:00 | 14:00 | Rai 1      | TELE+NERO   |
| 7    | Grand Prix de Monaco                 | Circuito di Monte Carlo          | Monaco      | 1º giugno    | 14:00  | 12:00 | 14:00 | Rai 1      | TELE+NERO   |
| 8    | Grand Prix Air Canada                | Circuit Gilles Villeneuve        | Montréal    | 15 giugno    | 13:00  | 17.00 | 19:00 | Rai 1      | TELE+NERO   |
| 9    | Allianz Grand Prix of Europe         | Nürburgring                      | Nürburg     | 29 giugno    | 14:00  | 12:00 | 14:00 | Rai 1      | TELE+NERO   |
| 10   | Mobil 1 Grand Prix de France         | Circuito di Magny Cours          | Magny-Cours | 6 luglio     | 14:00  | 12:00 | 14:00 | Rai 1      | TELE+NERO   |
| 11   | Foster's British Grand Prix          | Silverstone                      | Silverstone | 20 luglio    | 14:00  | 13:00 | 15:00 | Rai 1      | TELE+NERO   |
| 12   | Großer Mobil 1 Preis von Deutschland | Hockenheimring                   | Hockenheim  | 3 agosto     | 14:00  | 12:00 | 14:00 | Rai 1      | Sky Sport 1 |
| 13   | Marlboro Magyar Nagydíj              | Hungaroring                      | Mogyoród    | 24 agosto    | 14:00  | 12:00 | 14:00 | Rai 1      | Sky Sport 1 |
| 14   | Gran Premio Vodafone d'Italia        | Autodromo nazionale di Monza     | Monza       | 14 settembre | 14:00  | 12:00 | 14:00 | Rai 1      | Sky Sport 1 |
| 15   | United States Grand Prix             | Indianapolis Motor Speedway      | Speedway    | 28 settembre | 14:00  | 18:00 | 20:00 | Rai 1      | Sky Sport 1 |
| 16   | Fuji Television Japanese Grand Prix  | Suzuka Circuit                   | Suzuka      | 12 ottobre   | 14:00  | 05:00 | 07:00 | Rai 1      | Sky Sport 1 |

### La presentazione delle vetture
| Costruttore                 | Telaio          | Data lancio | Luogo lancio          |
| --------------------------- | --------------- | ----------- | --------------------- |
| Scuderia Ferrari Marlboro   | F2002B F2003-GA | 7 febbraio  | Maranello             |
| BMW Williams F1 Team        | FW25            | 31 gennaio  | Circuito di Catalogna |
| West McLaren Mercedes       | MP4-17D         | -           | -                     |
| Mild Seven Renault F1 Team  | R23 R23B        | 21 gennaio  | Lucerna               |
| Sauber Petronas             | C22             | 9 febbraio  | Hinwil                |
| Benson & Hedges Jordan Ford | EJ13            | 20 gennaio  | Barcellona            |
| HSBC Jaguar Racing          | R4              | 21 gennaio  | Su Internet           |
| Lucky Strike BAR Honda      | 005             | 14 gennaio  | Barcellona            |
| European Minardi Cosworth   | PS03            | 5 marzo     | Melbourne             |
| Panasonic Toyota Racing     | TF103           | 8 gennaio   | Circuito Paul Ricard  |

### I test
Sono stati introdotti test facoltativi del venerdì agli eventi del Gran Premio in cambio di meno chilometri nei giorni di test indipendenti. Questo aveva lo scopo di offrire ai team più piccoli un'alternativa più economica a questi giorni di test, che sarebbero stati vietati nel 2004. Nelle gare con tempo bagnato era consentito utilizzare solo un tipo di pneumatico da bagnato.

### Accordi e fornitori
Il 2003 ha visto anche un grande passo avanti nella sicurezza della Formula 1, con il dispositivo HANS reso obbligatorio per i piloti da indossare in tutte le gare a partire dal 2003 in poi. Tuttavia, ciò non è avvenuto senza controversie, poiché molti piloti hanno espresso le loro lamentele riguardo al dispositivo, tra cui Barrichello, Jacques Villeneuve, Justin Wilson e Nick Heidfeld.
La stagione 2003 è degna di nota anche per essere stata la terza e ultima stagione in cui è stato consentito l'utilizzo di cambi completamente automatici e controllo del lancio in Formula 1, da quando sono stati reintrodotti nel 2001. Entrambi gli ausili elettronici alla guida erano stati utilizzati dal Gran Premio di Spagna del 2001, e un cambiamento nelle regole tecniche ha visto la FIA vietare entrambi i sistemi per il 2004.

## Scuderie e piloti

### Scuderie

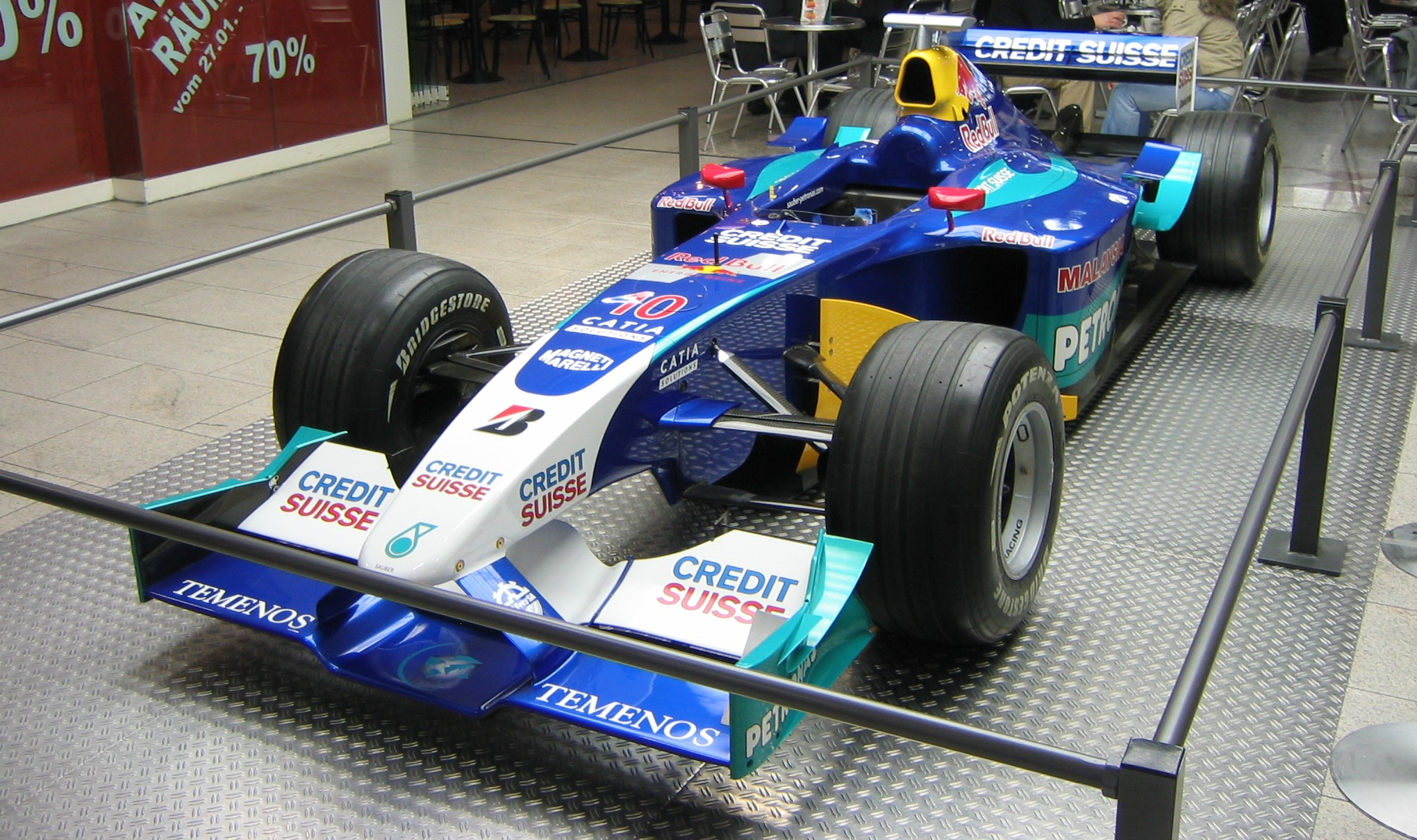
La Sauber C22 che Frentzen condusse sul podio negli Stati Uniti d'America.

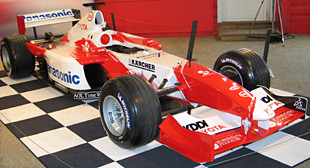
La Toyota TF103, la monoposto con la quale la scuderia giapponese ha disputato il campionato di Formula 1 nel 2003.

Dopo vent'anni di attività sparisce dal circus la Arrows Grand Prix International. La Jordan perde la fornitura della Honda sostituendo i propulsori giapponesi con quelli costruiti dalla Ford. La Minardi è spinta dai motori Cosworth.

### Piloti
La Ferrari, la Williams e la McLaren confermano i propri piloti.
Dopo un anno trascorso in qualità di collaudatore, lo spagnolo Fernando Alonso viene promosso nel ruolo di secondo pilota in seno alla Renault. Heinz-Harald Frentzen sostituisce in Sauber Felipe Massa, divenuto collaudatore della Ferrari insieme a Luca Badoer. Debutta con la Jordan Ford Ralph Firman, prendendo il posto di Takuma Satō, terzo pilota BAR motorizzata Honda. Firman è il primo pilota irlandese a correre in F1 dopo Derek Daly al Gran Premio di Las Vegas 1982.
Mark Webber, dopo un anno in Minardi, passa alla Jaguar-Ford con il ruolo di primo pilota per sostituire Eddie Irvine, ritiratosi dalla Formula 1. Antônio Pizzonia debutta in Formula 1 alla guida della Jaguar-Ford, unica scuderia ad aver completamente cambiato i piloti. Jenson Button, licenziato dalla Renault passa alla BAR Honda, come secondo pilota.
Con la Minardi motorizzata Cosworth debutta Justin Wilson. Ritorna in Formula 1 dopo un anno di assenza Jos Verstappen con la Minardi-Cosworth. Dopo un sodalizio di due stagioni con la BAR-Honda, Olivier Panis passa alla Toyota. Debutta alla guida di una Toyota il campione del mondo della categoria CART Cristiano da Matta.
Justin Wilson sostituisce Antonio Pizzonia in Jaguar-Ford dopo il Gp di Gran Bretagna. Per sostituire Wilson la Minardi-Cosworth chiama Nicolas Kiesa, primo pilota danese a gareggiare in F1 dopo Jan Magnussen al Gran Premio del Canada 1998. Marc Gené sostituisce Ralf Schumacher a Monza a causa di un infortunio che ha colpito il secondo. Zsolt Baumgartner sostituisce in Jordan-Ford Ralph Firman per due Gran Premi. Takuma Satō sostituisce all'ultima gara Jacques Villeneuve, per permettergli di correre il Gran Premio di casa.

### Tabella riassuntiva
| Scuderia                                         | Costruttore      | Telaio          | Motore                                          | Pneumatici | Nº | Piloti                | GP          | Terzo pilota / pilota di riserva                  |
| ------------------------------------------------ | ---------------- | --------------- | ----------------------------------------------- | ---------- | -- | --------------------- | ----------- | ------------------------------------------------- |
| Scuderia Ferrari Marlboro                        | Ferrari          | F2002B F2003-GA | Ferrari 051B 3.0 V10 Ferrari 052 3.0 V10        | B          | 1  | Michael Schumacher    | Tutti       | Luca Badoer Felipe Massa                          |
| Scuderia Ferrari Marlboro                        | Ferrari          | F2002B F2003-GA | Ferrari 051B 3.0 V10 Ferrari 052 3.0 V10        | B          | 2  | Rubens Barrichello    | Tutti       | Luca Badoer Felipe Massa                          |
| BMW Williams F1 Team                             | Williams-BMW     | FW25            | BMW P83 3.0 V10                                 | M          | 3  | Juan Pablo Montoya    | Tutti       | Antônio Pizzonia Marc Gené Ricardo Sperafico      |
| BMW Williams F1 Team                             | Williams-BMW     | FW25            | BMW P83 3.0 V10                                 | M          | 4  | Ralf Schumacher       | 1-13, 15-16 | Antônio Pizzonia Marc Gené Ricardo Sperafico      |
| BMW Williams F1 Team                             | Williams-BMW     | FW25            | BMW P83 3.0 V10                                 | M          | 4  | Marc Gené             | 14          | Antônio Pizzonia Marc Gené Ricardo Sperafico      |
| West McLaren Mercedes                            | McLaren-Mercedes | MP4-17D         | Mercedes FO110M 3.0 V10 Mercedes FO110P 3.0 V10 | M          | 5  | David Coulthard       | Tutti       | Alexander Wurz                                    |
| West McLaren Mercedes                            | McLaren-Mercedes | MP4-17D         | Mercedes FO110M 3.0 V10 Mercedes FO110P 3.0 V10 | M          | 6  | Kimi Räikkönen        | Tutti       | Alexander Wurz                                    |
| Mild Seven Renault F1 Team                       | Renault          | R23 R23B        | Renault RS23 3.0 V10                            | M          | 7  | Jarno Trulli          | Tutti       | Allan McNish Franck Montagny                      |
| Mild Seven Renault F1 Team                       | Renault          | R23 R23B        | Renault RS23 3.0 V10                            | M          | 8  | Fernando Alonso       | Tutti       | Allan McNish Franck Montagny                      |
| Sauber Petronas                                  | Sauber-Petronas  | C22             | Petronas 03A 3.0 V10                            | B          | 9  | Nick Heidfeld         | Tutti       | Neel Jani                                         |
| Sauber Petronas                                  | Sauber-Petronas  | C22             | Petronas 03A 3.0 V10                            | B          | 10 | Heinz-Harald Frentzen | Tutti       | Neel Jani                                         |
| Benson & Hedges Jordan Ford                      | Jordan-Ford      | EJ13            | Ford RS1 3.0 V10                                | B          | 11 | Giancarlo Fisichella  | Tutti       | Zsolt Baumgartner Björn Wirdheim Satoshi Motoyama |
| Benson & Hedges Jordan Ford                      | Jordan-Ford      | EJ13            | Ford RS1 3.0 V10                                | B          | 12 | Ralph Firman          | 1-12, 15-16 | Zsolt Baumgartner Björn Wirdheim Satoshi Motoyama |
| Benson & Hedges Jordan Ford                      | Jordan-Ford      | EJ13            | Ford RS1 3.0 V10                                | B          | 12 | Zsolt Baumgartner     | 13-14       | Zsolt Baumgartner Björn Wirdheim Satoshi Motoyama |
| HSBC Jaguar Racing                               | Jaguar-Cosworth  | R4              | Cosworth CR-5 3.0 V10                           | M          | 14 | Mark Webber           | Tutti       | André Lotterer                                    |
| HSBC Jaguar Racing                               | Jaguar-Cosworth  | R4              | Cosworth CR-5 3.0 V10                           | M          | 15 | Antônio Pizzonia      | 1-11        | André Lotterer                                    |
| HSBC Jaguar Racing                               | Jaguar-Cosworth  | R4              | Cosworth CR-5 3.0 V10                           | M          | 15 | Justin Wilson         | 12-16       | André Lotterer                                    |
| Lucky Strike BAR Honda                           | BAR-Honda        | 005             | Honda RA003E 3.0 V10                            | B          | 16 | Jacques Villeneuve    | 1-15        | Takuma Satō Anthony Davidson                      |
| Lucky Strike BAR Honda                           | BAR-Honda        | 005             | Honda RA003E 3.0 V10                            | B          | 16 | Takuma Satō           | 16          | Takuma Satō Anthony Davidson                      |
| Lucky Strike BAR Honda                           | BAR-Honda        | 005             | Honda RA003E 3.0 V10                            | B          | 17 | Jenson Button         | Tutti       | Takuma Satō Anthony Davidson                      |
| European Minardi Cosworth Trust Minardi Cosworth | Minardi-Cosworth | PS03            | Cosworth CR-3 3.0 V10                           | B          | 18 | Justin Wilson         | 1-11        | Nicolas Kiesa Matteo Bobbi Gianmaria Bruni        |
| European Minardi Cosworth Trust Minardi Cosworth | Minardi-Cosworth | PS03            | Cosworth CR-3 3.0 V10                           | B          | 18 | Nicolas Kiesa         | 12-16       | Nicolas Kiesa Matteo Bobbi Gianmaria Bruni        |
| European Minardi Cosworth Trust Minardi Cosworth | Minardi-Cosworth | PS03            | Cosworth CR-3 3.0 V10                           | B          | 19 | Jos Verstappen        | Tutti       | Nicolas Kiesa Matteo Bobbi Gianmaria Bruni        |
| Panasonic Toyota Racing                          | Toyota           | TF103           | Toyota RVX-03 3.0 V10                           | M          | 20 | Olivier Panis         | Tutti       | Ricardo Zonta                                     |
| Panasonic Toyota Racing                          | Toyota           | TF103           | Toyota RVX-03 3.0 V10                           | M          | 21 | Cristiano da Matta    | Tutti       | Ricardo Zonta                                     |

## Circuiti e gare
L'unico cambiamento nel calendario è l'uscita del Gran Premio del Belgio, che si tornerà comunque a disputare l'anno successivo.
Sia il Circuito di Magny-Cours sia l'Hungaroring hanno subito importanti modifiche rispetto agli anni precedenti.
Nell'impianto francese la curva Chateaux d'Eau, dopo la veloce chicane Imola, è stata spostata più in avanti e resa più stretta, mentre la parte finale è stata completamente stravolta, la lenta Chicane è stata rimossa, al suo posto è stata inserita una veloce piega a sinistra che conduce al nuovo complesso del Lycée Pin, una stretta curva a destra seguita da una chicane che immette sul rettilineo del traguardo. 
All'autodromo ungherese è stato allungato il rettilineo di partenza ed è stata resa più stretta la prima curva, mentre dopo la curva 11 è stata eliminata la chicane veloce e il rettilineo è stato allungato, immettendo su una stretta curva a destra, in seguito il nuovo tracciato si ricongiunge al vecchio alla penultima curva. 
In entrambe le piste i cambiamenti sono stati attuati con l'intento di offrire nuove opportunità di sorpasso. 
Anche il Nürburgring ha ricevuto alcune modifiche minori: l'uscita della Mercedes Arena è stata allargata e resa più veloce, e la NGK-Schikane è stata rallentata e vi sono stati cambiati i cordoli.

## Modifiche al regolamento

### Regolamento tecnico
La FIA ha disposto alcune nuove norme dal punto di vista tecnico: la più importante è senza dubbio la nuova abolizione, dopo un solo anno dalla sua reintroduzione, della telemetria bidirezionale.

### Regolamento sportivo
Viene cambiata la distribuzione dei punti, che adesso premia i primi otto classificati i quali riceveranno rispettivamente 10, 8, 6, 5, 4, 3, 2 e 1 punto.
L'introduzione del parco chiuso consiste nel vietare ogni tipo di intervento, da parte dei meccanici delle varie squadre, tra la fine delle qualifiche del sabato e la gara della domenica. Ciò venne fatto per limitare gli sviluppi, sempre più esasperati, delle soluzioni tecnologiche, come i motori e le appendici aerodinamiche, portati esclusivamente per le qualifiche.
Le squadre, perciò, dovranno preparare tutti gli assetti delle vetture e le strategie di gara prima delle qualifiche del sabato.
Viene introdotto un nuovo tipo di qualifica basato sul giro secco come in Superbike: il pilota eseguirà un giro di lancio; una volta terminato avrà un solo giro cronometrato a disposizione per cercare di ottenere la pole position. Viene eliminato il warm up, la sessione di prove della domenica mattina, per provare i tempi in gara, allo stesso modo vengono aboliti gli ordini di scuderia, dopo i fatti avvenuti in Austria nella stagione precedente.

## Riassunto della stagione

### Gran Premio d'Australia
La stagione comincia il 9 marzo in Australia e la vittoria viene ottenuta da David Coulthard che, partito undicesimo, riesce a compiere un'importante rimonta anche grazie ai problemi degli avversari, in primis al testacoda della Williams di Montoya seconda al traguardo. Completa il podio l'altra McLaren Mercedes guidata dal finlandese Räikkönen. A sorpresa il campione in carica Michael Schumacher chiude ai piedi del podio, fermato dalla perdita del deviatore di flusso destro della sua Ferrari (la Ferrari schiera ancora la vettura della stagione precedente, la F2002, in attesa dell'esordio della nuova F2003GA) che lo costringe ad un'ulteriore sosta ai box.
Gara ricca di colpi di scena, dovuti, oltre che all'esordio delle nuove regole, anche alle avverse condizioni meteorologiche e ai conseguenti errori. Il primo colpo di scena si verifica alla partenza: Räikkönen non si schiera in griglia ma parte dai box montando fin da subito le gomme da asciutto (scelta poi rivelatasi azzeccata). Schumacher e Barrichello, con gomme da bagnato, scattano alla perfezione e fanno il vuoto nei primi quattro giri: alle loro spalle si scatena una feroce lotta ricca di sorpassi.
Barrichello commette un errore, sbatte contro le barriere di protezione del circuito distruggendo l'anteriore della sua Ferrari e trovandosi così costretto al ritiro. Schumacher invece, proprio a causa del deterioramento delle gomme intermedie montate, subisce la rimonta di Montoya: il veloce pit-stop del tedesco non impedisce al colombiano di passare al comando del Gran Premio. Nel frattempo un altro errore, questa volta di Ralph Firman, costringe i commissari a far intervenire la safety car.
Montoya si mantiene in testa mentre alle sue spalle Räikkönen e Schumacher ingaggiano un bel duello. L'attacco più importante del tedesco al rivale finlandese avviene all'esterno della prima curva in fondo al rettilineo principale, ma il finlandese si difende bene. L'appassionante duello viene però interrotto a causa di una penalità inflitta al finlandese, colpevole di eccesso di velocità nella corsia dei box. Schumacher eredita così la seconda posizione senza rischi ulteriori e poi, quando Montoya effettua la seconda sosta, la testa della corsa, ma a causa di un'uscita di pista comincia a perdere pezzi del deviatore di flusso destro della sua vettura e deve rientrare ai box per ordine dei commissari. Montoya ritorna in testa ma poco dopo effettua un testacoda che permette a Coulthard di conquistare la testa della corsa e la sua tredicesima (e ultima) vittoria in Formula 1.

### Gran Premio della Malesia

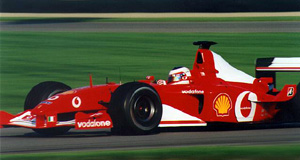
Rubens Barrichello alla guida della Ferrari

Il secondo GP in programma è il 23 marzo sul tracciato malese di Kuala Lumpur. Primo al traguardo è il giovane Kimi Räikkönen (23 anni e mezzo) alla sua prima vittoria in carriera in Formula 1. Tale risultato segue quello del sabato costituito dalla pole di Fernando Alonso (22 anni), terzo al traguardo. Il finlandese firma il secondo successo della McLaren e si porta al comando della classifica, candidandosi seriamente per il titolo. Alle sue spalle si classifica il brasiliano Barrichello, che salva il bilancio Ferrari in una gara condizionata dall'errore alla partenza di Schumacher. Il tedesco, dopo poche centinaia di metri, tampona Trulli e si vede costretto a una gara ad inseguimento, giungendo infine al sesto posto grazie al testacoda della BAR-Honda del pilota britannico Jenson Button.

### Gran Premio del Brasile
L'appuntamento brasiliano, terzo round della stagione, si disputa il 6 aprile sotto una pioggia battente, che sembra diradarsi per poi intesificarsi nuovamente. Dopo una partenza sotto il regime della safety car, la quale farà ben tre rientri in pista nel corso della gara, a causa di alcuni improvvisi scrosci di pioggia si verificano cinque uscite di pista alla curva do Sol per aquaplaning; stessa sorte per Webber e Alonso alla penultima curva, i cui detriti delle rispettive vetture si riverseranno sulla pista costringendo i commissari di gara a sospendere la corsa. Per assegnare la vittoria, però, bisognerà attendere cinque giorni: in un primo momento, infatti, la vittoria era stata assegnata a Fisichella, che già stava festeggiando con Eddie Jordan, ma i commissari attribuiscono subito dopo la vittoria a Kimi Räikkönen. Successivamente la FIA decide che la vittoria debba essere assegnata al pilota italiano, che al momento della sospensione, che per la FIA è l'inizio del 54º giro e non il 53º, era davanti a tutti: è la prima vittoria in carriera per il pilota romano, a distanza di undici anni dall'ultima affermazione italiana di Patrese nel 1992.

### Gran Premio di San Marino

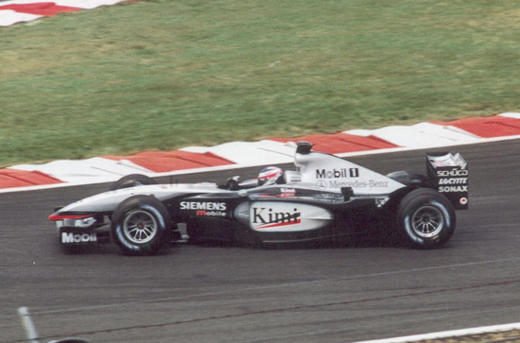
Kimi Räikkönen dominatore della classifica piloti nella prima parte della stagione

Il primo appuntamento europeo, quarta prova del programma, si disputa il 20 aprile, giorno di Pasqua di tale anno e la Ferrari risorge nel giorno della morte della madre dei fratelli Schumacher. Michael e Ralf dominano, infatti, le prove del Gran Premio a Imola, ottenendo rispettivamente il primo e il secondo posto nella griglia di partenza. Durante la gara, però, la Ferrari e Michael si dimostreranno più forti della Williams e di Ralf, ottenendo la prima vittoria dopo un inizio terribile. Al secondo posto il sempre più costante Räikkönen, che partiva dalla terza fila e che riesce, grazie ad un'incertezza al pit-stop dei meccanici della Ferrari, ad ottenere il secondo posto alle spalle del campione del mondo.

### Gran Premio di Spagna
All'appuntamento di Montmeló del 4 maggio fa il suo esordio la Ferrari F2003-GA che bissa la vittoria ottenuta ad Imola, ma la vera sorpresa è Fernando Alonso, idolo della gara di casa sua, l'unico in grado di tenere sempre sulle spine il campione del mondo Schumacher e di superare, nel corso della gara, un osso duro come Ralf Schumacher. I veri sconfitti del Gran Premio risultano essere la Williams e la McLaren: Montoya termina quarto davanti ad un Ralf Schumacher autore di molti errori in gara. Il tedesco riesce comunque a vincere il duello con la Toyota del brasiliano da Matta, ai suoi primi punti iridati. Per quanto riguarda la McLaren, Räikkönen tampona la Jaguar di Pizzonia ferma sulla griglia, causando l'entrata in pista della safety-car per i primi cinque giri, e successivamente, nel corso della gara, Coulthard si rende protagonista di un incidente analogo con Trulli alla seconda curva mettendo fine alla gara dell'italiano, infine all'uscita dalla pit-lane non si accorge dell'arrivo di Button: i due si toccano e Coulthard è costretto al ritiro.

### Gran Premio d'Austria
Il 18 maggio Schumacher vince in Austria e continua la marcia di avvicinamento alla vetta della classifica. Il tedesco vive l'unico brivido in occasione del pit-stop, quando si accendono alcune fiamme fuoriuscite dal bocchettone del rifornimento. Räikkönen, secondo a Zeltweg, mantiene il comando della classifica ma il suo vantaggio si è ridotto a soli due punti: se nel finale Barrichello avesse vinto il duello con il finlandese, Schumacher avrebbe appaiato il pilota della McLaren in testa alla classifica, ma il brasiliano si è dovuto alla fine accontentare del terzo posto. Grazie a tali risultati la Ferrari è comunque passata al comando della Classifica Costruttori. L'introduzione della nuova vettura ha portato due successi su due gare alla scuderia di Maranello mentre la McLaren, che ora necessita al più presto della nuova vettura per poter contrastare la Ferrari, anche visto il quinto posto di David Coulthard, rafforza la sensazione che le attuali vetture più di così non possano fare.

### Gran Premio di Monaco
L'ultimo appuntamento europeo prima della trasferta nordamericana si disputa il 1º giugno: finale appassionante per il Gran Premio da sempre più impegnativo di tutto il circus. Juan Pablo Montoya è il trionfatore di una delle edizioni più tattiche del Gran Premio del Principato, non fosse, appunto, per il finale, quando Michael Schumacher spinge al massimo per raggiungere la coppia di testa (dietro al colombiano, infatti, c'era il finlandese Kimi Räikkönen). Anche in virtù delle nuove regole, il Gran Premio si rivela più tattico di quanto non sia solitamente lasciando la sensazione che, se avessero disputato delle qualifiche migliori, tanto Schumacher quanto Barrichello (alla fine 8°) avrebbero potuto ottenere di più.

### Gran Premio del Canada

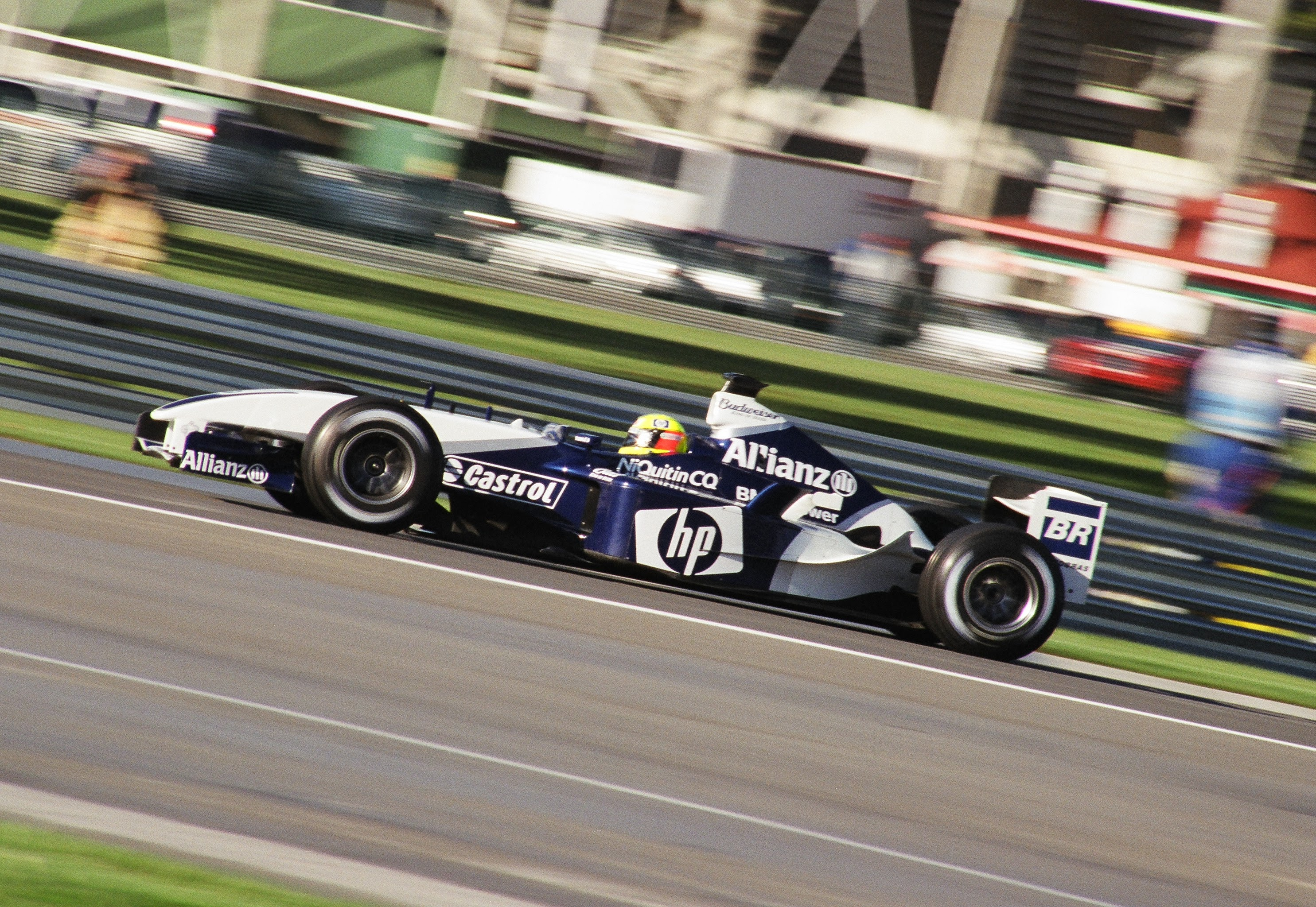
Ralf Schumacher al Gp di Indianapolis

L'appuntamento canadese ha luogo il 15 giugno: nelle prove sono le Williams a dominare, capaci di monopolizzare tutta la prima fila, ma in gara nessuno dei due piloti è in grado di sfruttare al massimo la propria vettura. Il colombiano Montoya si esibisce in un testacoda nel corso del primo giro mentre Ralf Schumacher non riesce a guadagnare un margine sufficiente a difendersi dal fratello. In casa Ferrari Barrichello danneggia l'alettone in un contatto con Alonso. La gara si conclude con la vittoria di Michael Schumacher, che precede il fratello e Montoya, mentre Räikkönen, il principale rivale per il titolo del tedesco, è solo sesto. Da segnalare anche la gara di Verstappen, che porta la Minardi al nono posto, miglior risultato stagionale per la scuderia di Faenza. Ma il protagonista assoluto resta sempre e solo Villeneuve, pilota di casa che ha fatto molto lavoro, anche con il ritiro.

### Gran Premio d'Europa

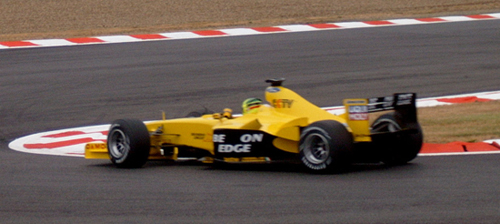
Ralph Firman alla guida della Jordan

Il ritorno in Europa avviene il 29 giugno sul circuito del Nürburgring: nel corso delle prove si mette in luce Räikkönen, che in gara imprime un gran ritmo finché il suo motore non si rompe. La testa viene ereditata da Ralf Schumacher, seguito dal compagno di squadra Montoya. Michael Schumacher, partito secondo, va in testacoda a causa di un sorpasso di Montoya. Sorte simile per Coulthard, che però è meno fortunato ed esce di pista. Nel resto la gara riserva ben poche emozioni e si conclude con la doppietta delle Williams con Barrichello a chiudere il podio.

### Gran Premio di Francia

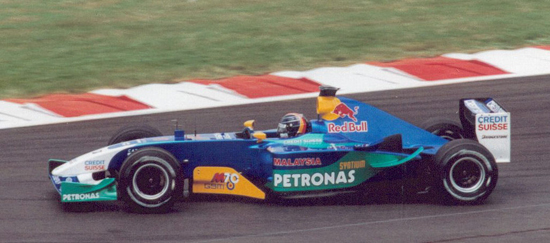
Heinz-Harald Frentzen al Gp di Francia

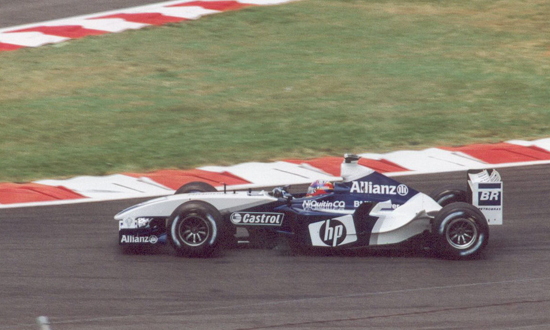
Juan Pablo Montoya nel Gp di Francia

Il circus si sposta il 6 luglio a Magny-Cours: seconda doppietta consecutiva della Williams, con Ralf Schumacher che realizza la pole position e vince seguito da Montoya e Michael Schumacher. Nelle prove libere del venerdì la Minardi di Verstappen, grazie a delle condizioni climatiche particolari, ottiene il miglior tempo mentre il sabato l'olandese non va oltre il 20º posto. Gara movimentata sia da Michael Schumacher, che con una vettura non al meglio riesce a stare davanti al rivale Räikkönen, nettamente superiore, sia da Barrichello, che scivolato all'ultimo posto al primo giro recupera fino al settimo posto.

### Gran Premio di Gran Bretagna

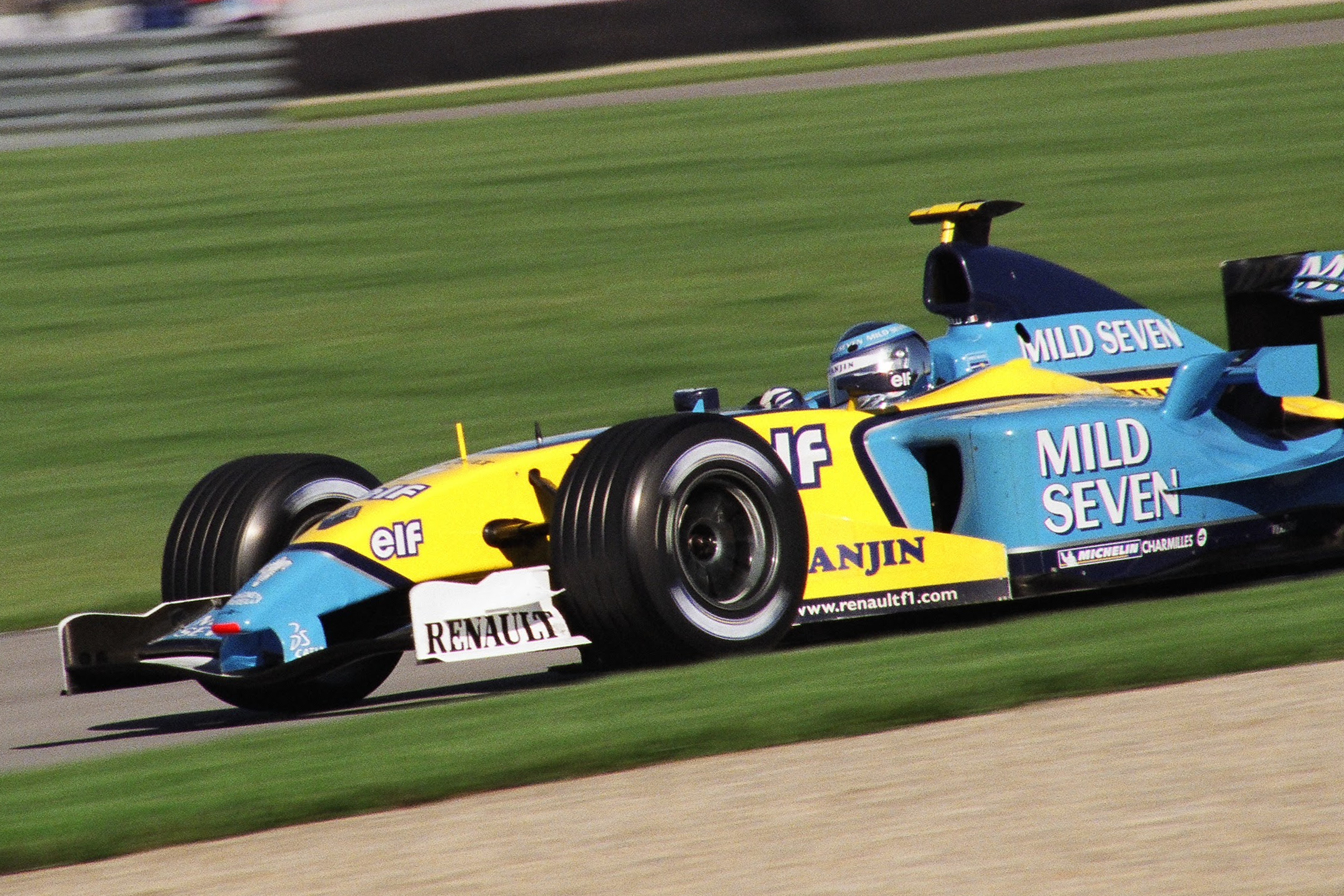
Jarno Trulli nel Gp degli Usa

Il 20 luglio, in un'ondata di caldo, si disputa il Gran Premio britannico: Barrichello scatta in pole position con Trulli al suo fianco, ma lo spunto del brasiliano non è buono e il pilota italiano riesce così a guadagnare la testa del gruppo. Dopo qualche giro però la gara viene stravolta dall'entrata in pista di un religioso, Neil Horan, che si lancia tra le vetture mostrando dei cartelli che invitano a leggere la Bibbia. Deve così entrare in pista la safety car. Molti piloti ne approfittano per andare ai box e si ritrovano in testa le due Toyota di da Matta e Panis. Dopo poche tornate è però Montoya a comandare la gara, con Barrichello e Schumacher che nonostante l'entrata della safety restano in posizioni arretrate. Il brasiliano comincia a rimontare superando sia Kimi Räikkönen sia Montoya, mentre il tedesco rimane a lungo bloccato da Jacques Villeneuve, di cui si libera a fatica e giungendo poi quarto al traguardo.

### Gran Premio di Germania

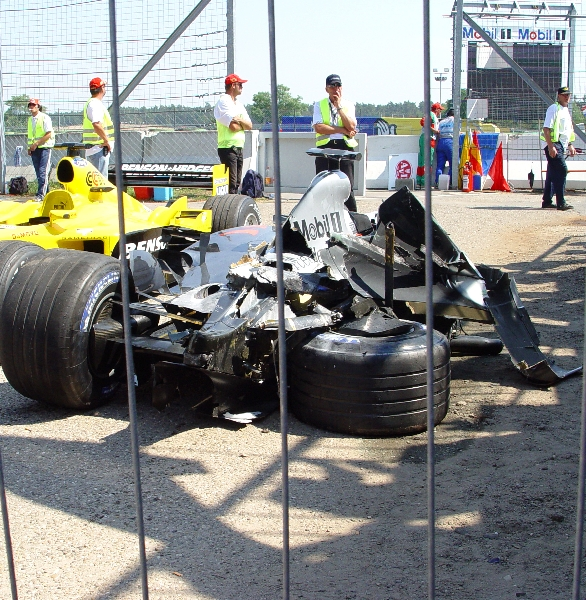
La vettura di Räikkönen dopo l'incidente con Firman

La tappa di Hockenheim è in programma il 3 agosto: Justin Wilson passa dalla Minardi alla Jaguar e debutta in Formula 1 Nicolas Kiesa, che prende proprio il posto di Wilson in Minardi. Montoya domina le qualifiche e la gara, rilanciandosi nella Classifica Piloti; la Ferrari, al contrario, vive uno dei peggiori fine settimana della stagione: Barrichello è costretto subito al ritiro dopo una carambola al via con Ralf Schumacher e Räikkönen mentre Michael Schumacher è costretto a rientrare ai box negli ultimi giri per una foratura, mentre si trovava in seconda posizione. Buona gara per Jarno Trulli che giunge a podio.

### Gran Premio d'Ungheria
L'appuntamento ungherese del 24 agosto, dopo la prima pausa estiva di 3 settimane, si caratterizza per la prima vittoria in carriera di Fernando Alonso, che diventa così il più giovane pilota a vincere un Gran Premio di Formula 1. Il giovane pilota spagnolo riesce nell'impresa di doppiare il campione del mondo e detentore di vari record Michael Schumacher, alla guida di una Ferrari in grande crisi con le gomme e solo ottavo al traguardo. Il tedesco mantiene comunque un punto di vantaggio sul rivale Juan Pablo Montoya. La vittoria del pilota spagnolo è favorita sia dalle caratteristiche del circuito sia da Mark Webber che, guadagnata la seconda posizione, riesce a difendersi dagli attacchi delle vetture più veloci della sua. Ralf Schumacher è autore di un testacoda e riparte dal fondo del gruppo, trovandosi costretto a portare avanti una rimonta che lo porterà quarto alla bandiera a scacchi.

### Gran Premio d'Italia
Dopo altre 3 settimane, il 14 settembre è il turno di Monza. In questa gara, contrassegnata da record battuti in una sola gara, è assente Ralf Schumacher, sostituito per l'occasione da Marc Gené, che conquista la quinta piazza. In Brianza si rivede la Ferrari: Michael Schumacher conquista la vittoria dopo essere partito dalla pole position e realizzando il giro più veloce in gara, relegando il suo più diretto inseguitore Montoya al secondo posto. Alonso, vincitore in Ungheria, è protagonista di una gara difficile e corsa per la gran parte nelle retrovie a causa di un contatto con Verstappen che costringe entrambi a raggiungere i box. Lo spagnolo a fatica giungerà ottavo, alle spalle di Webber. Schumacher estende a tre i punti di vantaggio sul colombiano della Williams, un margine risicato con ancora due gare da disputare.

### Gran Premio degli Stati Uniti

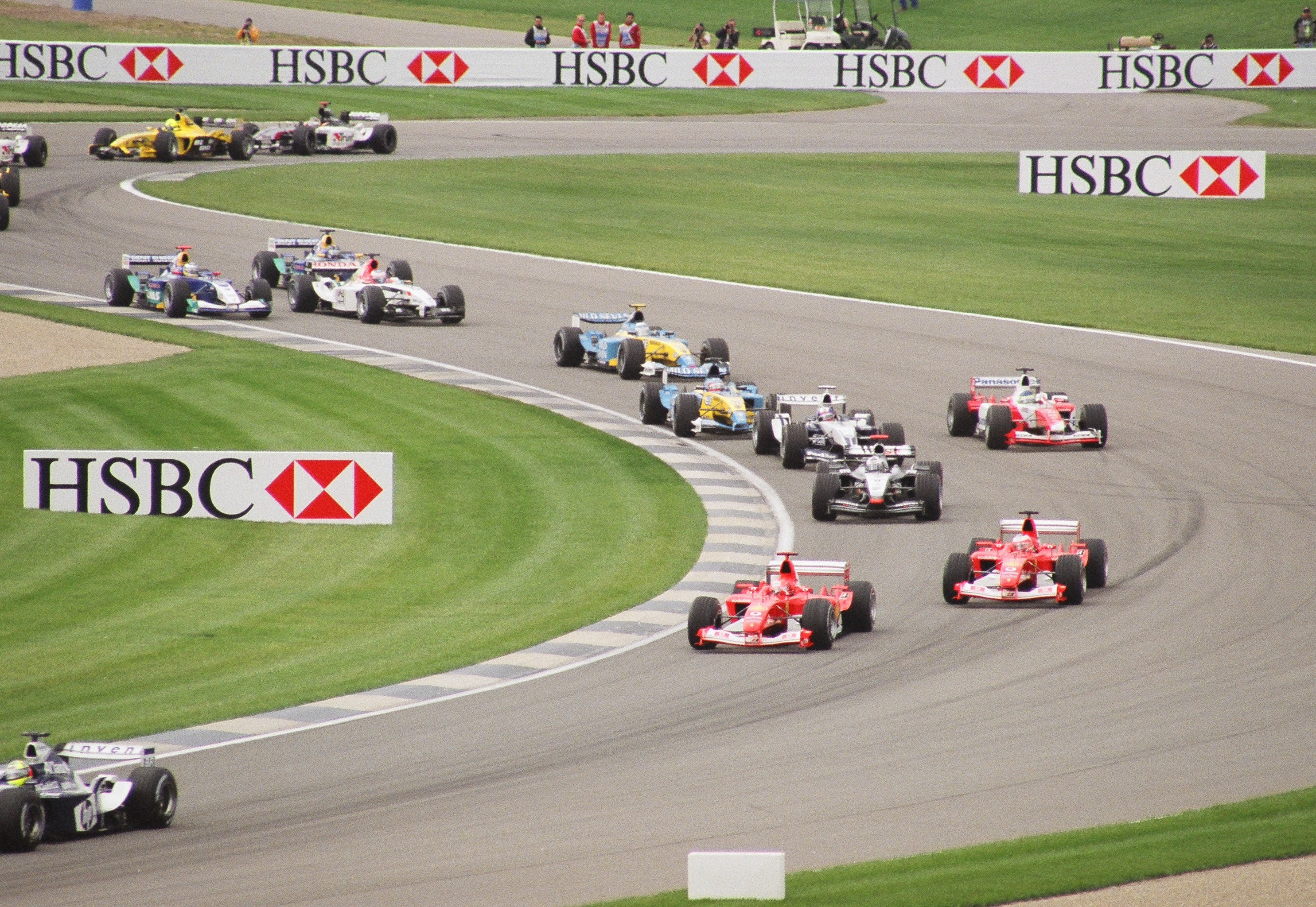
Il Gp degli USA del 2003

Il secondo evento nordamericano ha luogo il 28 settembre: nelle qualifiche Kimi Räikkönen conquista la pole position (2 in stagione e le prime 2 in carriera), seguito da Barrichello e da Olivier Panis. Michael Schumacher, in testa alla classifica, è solo settimo ma al via una buona partenza gli permette di recuperare parecchie posizioni e di ritrovarsi addirittura al secondo posto. Sorte completamente opposta per Montoya che, scattato male, si ritrova a dover cominciare una furibonda rimonta per tenere vive le sue speranze di vittoria del campionato. Nel corso della sua rimonta tenta un sorpasso azzardato su Barrichello, con il solo risultato di buttarlo fuori pista e ricevere una penalità. Infine, nel corso della sosta ai box, perde quindici secondi e deve abbandonare ogni velleità per il titolo. Uno scroscio di pioggia rende difficile l'ultima parte di gara, ma non avvengono grossi cambiamenti e così Michael Schumacher ottiene la vittoria ponendo una seria ipoteca sul titolo, dato ad una gara dal termine ha nove punti di vantaggio su Kimi Räikkönen, l'unico pilota ancora in grado di vincere il titolo.

### Gran Premio del Giappone

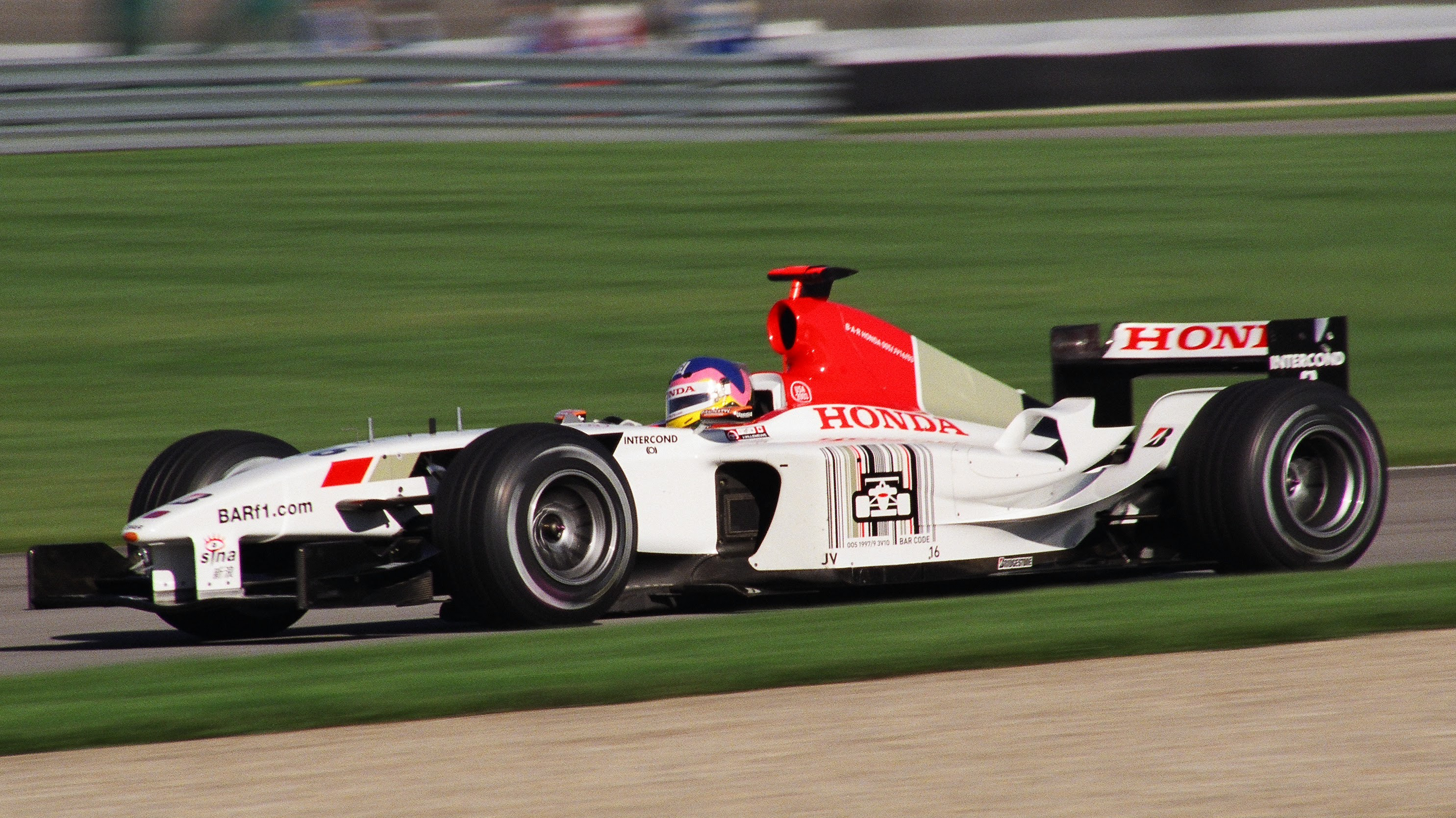
Jacques Villeneuve su BAR

L'ultimo appuntamento stagionale è in programma il 12 ottobre nella consueta cornice di Suzuka: Jacques Villeneuve non prende parte all'evento perché il suo contratto è scaduto alcuni giorni prima. Al suo posto la BAR schiera il giapponese Takuma Satō. Nelle prove Michael Schumacher è solo quattordicesimo, mentre Barrichello conquista la pole position davanti a Montoya. Al via il colombiano scatta bene e prende il comando conducendo la gara sin quando un problema all'impianto idraulico lo costringe al ritiro. Il comando della corsa è preso da Barrichello, che non lo lascerà fino alla fine. Nelle retrovie Schumacher danneggia l'alettone e deve effettuare una sosta più lunga ai box. Alla fine rimonterà fino all'ottavo posto, ultimo posizionamento utile per conquistare il titolo per la sesta volta e battere il record di Fangio, che per quasi cinquant'anni lo aveva mantenuto. Al secondo posto in gara giunge invece Kimi Räikkönen, che grazie alla sua costanza nelle prestazioni, termina la stagione al secondo posto.

## Risultati

### Risultati dei Gran Premi
| Nº | Gara                          | Circuito       | Pole position      | Giro Veloce        | Pilota vincitore     | Costruttore vincitore | Resoconto |
| -- | ----------------------------- | -------------- | ------------------ | ------------------ | -------------------- | --------------------- | --------- |
| 1  | Gran Premio d'Australia       | Albert Park    | Michael Schumacher | Kimi Räikkönen     | David Coulthard      | McLaren-Mercedes      | Resoconto |
| 2  | Gran Premio della Malesia     | Sepang         | Fernando Alonso    | Michael Schumacher | Kimi Räikkönen       | McLaren-Mercedes      | Resoconto |
| 3  | Gran Premio del Brasile       | Interlagos     | Rubens Barrichello | Rubens Barrichello | Giancarlo Fisichella | Jordan-Ford           | Resoconto |
| 4  | Gran Premio di San Marino     | Imola          | Michael Schumacher | Michael Schumacher | Michael Schumacher   | Ferrari               | Resoconto |
| 5  | Gran Premio di Spagna         | Catalunya      | Michael Schumacher | Rubens Barrichello | Michael Schumacher   | Ferrari               | Resoconto |
| 6  | Gran Premio d'Austria         | A1-Ring        | Michael Schumacher | Michael Schumacher | Michael Schumacher   | Ferrari               | Resoconto |
| 7  | Gran Premio di Monaco         | Monaco         | Ralf Schumacher    | Kimi Räikkönen     | Juan Pablo Montoya   | Williams-BMW          | Resoconto |
| 8  | Gran Premio del Canada        | Montréal       | Ralf Schumacher    | Fernando Alonso    | Michael Schumacher   | Ferrari               | Resoconto |
| 9  | Gran Premio d'Europa          | Nürburgring    | Kimi Räikkönen     | Kimi Räikkönen     | Ralf Schumacher      | Williams-BMW          | Resoconto |
| 10 | Gran Premio di Francia        | Magny Cours    | Ralf Schumacher    | Juan Pablo Montoya | Ralf Schumacher      | Williams-BMW          | Resoconto |
| 11 | Gran Premio di Gran Bretagna  | Silverstone    | Rubens Barrichello | Rubens Barrichello | Rubens Barrichello   | Ferrari               | Resoconto |
| 12 | Gran Premio di Germania       | Hockenheimring | Juan Pablo Montoya | Juan Pablo Montoya | Juan Pablo Montoya   | Williams-BMW          | Resoconto |
| 13 | Gran Premio d'Ungheria        | Hungaroring    | Fernando Alonso    | Juan Pablo Montoya | Fernando Alonso      | Renault               | Resoconto |
| 14 | Gran Premio d'Italia          | Monza          | Michael Schumacher | Michael Schumacher | Michael Schumacher   | Ferrari               | Resoconto |
| 15 | Gran Premio degli Stati Uniti | Indianapolis   | Kimi Räikkönen     | Michael Schumacher | Michael Schumacher   | Ferrari               | Resoconto |
| 16 | Gran Premio del Giappone      | Suzuka         | Rubens Barrichello | Ralf Schumacher    | Rubens Barrichello   | Ferrari               | Resoconto |

## Classifiche

### Classifica piloti
| Pos. | Pilota                |     |     |     |     |     |     |     |     |     |     |     |     |     |     |     |     | Punti |
| ---- | --------------------- | --- | --- | --- | --- | --- | --- | --- | --- | --- | --- | --- | --- | --- | --- | --- | --- | ----- |
| 1    | Michael Schumacher    | 4   | 6   | Rit | 1   | 1   | 1   | 3   | 1   | 5   | 3   | 4   | 7   | 8   | 1   | 1   | 8   | 93    |
| 2    | Kimi Räikkönen        | 3   | 1   | 2   | 2   | Rit | 2   | 2   | 6   | Rit | 4   | 3   | Rit | 2   | 4   | 2   | 2   | 91    |
| 3    | Juan Pablo Montoya    | 2   | 12  | Rit | 7   | 4   | Rit | 1   | 3   | 2   | 2   | 2   | 1   | 3   | 2   | 6   | Rit | 82    |
| 4    | Rubens Barrichello    | Rit | 2   | Rit | 3   | 3   | 3   | 8   | 5   | 3   | 7   | 1   | Rit | Rit | 3   | Rit | 1   | 65    |
| 5    | Ralf Schumacher       | 8   | 4   | 7   | 4   | 5   | 6   | 4   | 2   | 1   | 1   | 9   | Rit | 4   | INF | Rit | 12  | 58    |
| 6    | Fernando Alonso       | 7   | 3   | 3   | 6   | 2   | Rit | 5   | 4   | 4   | Rit | Rit | 4   | 1   | 8   | Rit | Rit | 55    |
| 7    | David Coulthard       | 1   | Rit | 4   | 5   | Rit | 5   | 7   | Rit | 15* | 5   | 5   | 2   | 5   | Rit | Rit | 3   | 51    |
| 8    | Jarno Trulli          | 5   | 5   | 8   | 13  | Rit | 8   | 6   | Rit | Rit | Rit | 6   | 3   | 7   | Rit | 4   | 5   | 33    |
| 9    | Jenson Button         | 10  | 7   | Rit | 8   | 9   | 4   | NP  | Rit | 7   | Rit | 8   | 8   | 10  | Rit | Rit | 4   | 17    |
| 10   | Mark Webber           | Rit | Rit | 9*  | Rit | 7   | 7   | Rit | 7   | 6   | 6   | 14  | 11* | 6   | 7   | Rit | 11  | 17    |
| 11   | Heinz-Harald Frentzen | 6   | 9   | 5   | 11  | Rit | NP  | Rit | Rit | 9   | 12  | 12  | Rit | Rit | 13* | 3   | Rit | 13    |
| 12   | Giancarlo Fisichella  | 12* | Rit | 1   | 15  | Rit | Rit | 10  | Rit | 12  | Rit | Rit | 13* | Rit | 10  | 7   | Rit | 12    |
| 13   | Cristiano da Matta    | Rit | 11  | 10  | 12  | 6   | 10  | 9   | 11* | Rit | 11  | 7   | 6   | 11  | Rit | 9   | 7   | 10    |
| 14   | Nick Heidfeld         | Rit | 8   | Rit | 10  | 10  | Rit | 11  | Rit | 8   | 13  | 17  | 10  | 9   | 9   | 5   | 9   | 6     |
| 15   | Olivier Panis         | Rit | Rit | Rit | 9   | Rit | Rit | 13  | 8   | Rit | 8   | 11  | 5   | Rit | Rit | Rit | 10  | 6     |
| 16   | Jacques Villeneuve    | 9   | Rit | 6   | Rit | Rit | 12  | Rit | Rit | Rit | 9   | 10  | 9   | Rit | 6   | Rit |     | 6     |
| 17   | Marc Gené             |     |     |     |     |     |     |     |     |     |     |     |     |     | 5   |     |     | 4     |
| 18   | Takuma Sato           |     |     |     |     |     |     |     |     |     |     |     |     |     |     |     | 6   | 3     |
| 19   | Ralph Firman          | Rit | 10  | Rit | Rit | 8   | 11  | 12  | Rit | 11  | 15  | 13  | Rit |     |     | Rit | 14  | 1     |
| 20   | Justin Wilson         | Rit | Rit | Rit | Rit | 11  | 13  | Rit | Rit | 13  | 14  | 16  | Rit | Rit | Rit | 8   | 13  | 1     |
| 21   | Antônio Pizzonia      | 13* | Rit | Rit | 14  | Rit | 9   | Rit | 10  | 10  | 10  | Rit |     |     |     |     |     | 0     |
| 22   | Jos Verstappen        | 11  | 13  | Rit | Rit | 12  | Rit | Rit | 9   | 14  | 16  | 15  | Rit | 12  | Rit | 10  | 15  | 0     |
| 23   | Nicolas Kiesa         |     |     |     |     |     |     |     |     |     |     |     | 12  | 13  | 12  | 11  | 16  | 0     |
| 24   | Zsolt Baumgartner     |     |     |     |     |     |     |     |     |     |     |     |     | Rit | 11  |     |     | 0     |
| Pos. | Pilota                |     |     |     |     |     |     |     |     |     |     |     |     |     |     |     |     | Punti |

| Legenda | 1º posto     | 2º posto | 3º posto    | A punti         | Senza punti/Non class.  | Grassetto – Pole position Corsivo – Giro più veloce |
| Legenda | Squalificato | Ritirato | Non partito | Non qualificato | Solo prove/Terzo pilota | Grassetto – Pole position Corsivo – Giro più veloce |

* Indica quei piloti che non hanno terminato la gara ma sono ugualmente classificati avendo coperto, come previsto dal regolamento, almeno il 90% della distanza totale.

### Classifica costruttori
| Pos. | Costruttore      | Pilota        |     |     |     |     |     |     |     |     |     |     |     |     |     |     |     |     | Punti |
| ---- | ---------------- | ------------- | --- | --- | --- | --- | --- | --- | --- | --- | --- | --- | --- | --- | --- | --- | --- | --- | ----- |
| 1    | Ferrari          | M. Schumacher | 4   | 6   | Rit | 1   | 1   | 1   | 3   | 1   | 5   | 3   | 4   | 7   | 8   | 1   | 1   | 8   | 158   |
| 1    | Ferrari          | Barrichello   | Rit | 2   | Rit | 3   | 3   | 3   | 8   | 5   | 3   | 7   | 1   | Rit | Rit | 3   | Rit | 1   | 158   |
| 2    | Williams-BMW     | Montoya       | 2   | 12  | Rit | 7   | 4   | Rit | 1   | 3   | 2   | 2   | 2   | 1   | 3   | 2   | 6   | Rit | 144   |
| 2    | Williams-BMW     | R. Schumacher | 8   | 4   | 7   | 4   | 5   | 6   | 4   | 2   | 1   | 1   | 9   | Rit | 4   | INF | Rit | 12  | 144   |
| 2    | Williams-BMW     | Gené          |     |     |     |     |     |     |     |     |     |     |     |     |     | 5   |     |     | 144   |
| 3    | McLaren-Mercedes | Coulthard     | 1   | Rit | 4   | 5   | Rit | 5   | 7   | Rit | 15* | 5   | 5   | 2   | 5   | Rit | Rit | 3   | 142   |
| 3    | McLaren-Mercedes | Räikkönen     | 3   | 1   | 2   | 2   | Rit | 2   | 2   | 6   | Rit | 4   | 3   | Rit | 2   | 4   | 2   | 2   | 142   |
| 4    | Renault          | Trulli        | 5   | 5   | 8   | 13  | Rit | 8   | 6   | Rit | Rit | Rit | 6   | 3   | 7   | Rit | 4   | 5   | 88    |
| 4    | Renault          | Alonso        | 7   | 3   | 3   | 6   | 2   | Rit | 5   | 4   | 4   | Rit | Rit | 4   | 1   | 8   | Rit | Rit | 88    |
| 5    | BAR-Honda        | Villeneuve    | 9   | Rit | 6   | Rit | Rit | 12  | Rit | Rit | Rit | 9   | 10  | 9   | Rit | 6   | Rit |     | 26    |
| 5    | BAR-Honda        | Satō          |     |     |     |     |     |     |     |     |     |     |     |     |     |     |     | 6   | 26    |
| 5    | BAR-Honda        | Button        | 10  | 7   | Rit | 8   | 9   | 4   | NP  | Rit | 7   | Rit | 8   | 8   | 10  | Rit | Rit | 4   | 26    |
| 6    | Sauber-Petronas  | Heidfeld      | Rit | 8   | Rit | 10  | 10  | Rit | 11  | Rit | 8   | 13* | 17  | 10  | 9   | 9   | 5   | 9   | 19    |
| 6    | Sauber-Petronas  | Frentzen      | 6   | 9   | 5   | 11  | Rit | NP  | Rit | Rit | 9   | 12  | 12  | Rit | Rit | 13  | 3   | Rit | 19    |
| 7    | Jaguar-Cosworth  | Webber        | Rit | Rit | 9*  | Rit | 7   | 7   | Rit | 7   | 6   | 6   | 14  | 11* | 6   | 7   | Rit | 11  | 18    |
| 7    | Jaguar-Cosworth  | Pizzonia      | 13* | Rit | Rit | 14  | Rit | 9   | Rit | 10  | 10  | 10  | Rit |     |     |     |     |     | 18    |
| 7    | Jaguar-Cosworth  | Wilson        |     |     |     |     |     |     |     |     |     |     |     | Rit | Rit | Rit | 8   | 13  | 18    |
| 8    | Toyota           | Panis         | Rit | Rit | Rit | 9   | Rit | Rit | 13  | 8   | Rit | 8   | 11  | 5   | Rit | Rit | Rit | 10  | 16    |
| 8    | Toyota           | Da Matta      | Rit | 11  | 10  | 12  | 6   | 10  | 9   | 11* | Rit | 11  | 7   | 6   | 11  | Rit | 9   | 7   | 16    |
| 9    | Jordan-Ford      | Fisichella    | 12* | Rit | 1   | 15  | Rit | Rit | 10  | Rit | 12  | Rit | Rit | 13* | Rit | 10  | 7   | Rit | 13    |
| 9    | Jordan-Ford      | Firman        | Rit | 10  | Rit | Rit | 8   | 11  | 12  | Rit | 11  | 15  | 13  | Rit |     |     | Rit | 14  | 13    |
| 9    | Jordan-Ford      | Baumgartner   |     |     |     |     |     |     |     |     |     |     |     |     | Rit | 11  |     |     | 13    |
| 10   | Minardi-Cosworth | Wilson        | Rit | Rit | Rit | Rit | 11  | 13  | Rit | Rit | 13  | 14  | 16  |     |     |     |     |     | 0     |
| 10   | Minardi-Cosworth | Kiesa         |     |     |     |     |     |     |     |     |     |     |     | 12  | 13  | 12  | 11  | 16  | 0     |
| 10   | Minardi-Cosworth | Verstappen    | 11  | 13  | Rit | Rit | 12  | Rit | Rit | 9   | 14  | 16  | 15  | Rit | 12  | Rit | 10  | 15  | 0     |
| Pos. | Costruttore      | Pilota        |     |     |     |     |     |     |     |     |     |     |     |     |     |     |     |     | Punti |

| Legenda | Grassetto – Pole position Corsivo - Giro più veloce | 1º posto                                         | 2º posto                                      | 3º posto                          | A punti                                           | -Senza punti -Non classificato (NC)         | Ritirato (Rit)                  | Squalificato (SQ)   |
| Legenda | Grassetto – Pole position Corsivo - Giro più veloce | -Non qualificato (NQ) -Non pre-qualificato (NPQ) | Disputa solo le prove (SP) -Terzo pilota (TP) | Non prende parte alle prove (NPR) | -Non partito (NP) Infortunato (INF) -Escluso (ES) | Iscritto ma non presente, non arrivato (NA) | Ritirato prima dell'evento (WD) | Gara cancellata (C) |

* Indica quei piloti che non hanno terminato la gara ma sono ugualmente classificati avendo coperto, come previsto dal regolamento, almeno il 90% della distanza totale.